# ردب بصري
عند مفترق أرضية وجدار البطين الثالث الأمامي، مباشرة فوق التصالبة البصرية، يقدم البطين ردب زاويّ صغير أو رتج وهو ما يعرف بالردب البصري (أو الردب فوق البصري).

## صورة إضافية

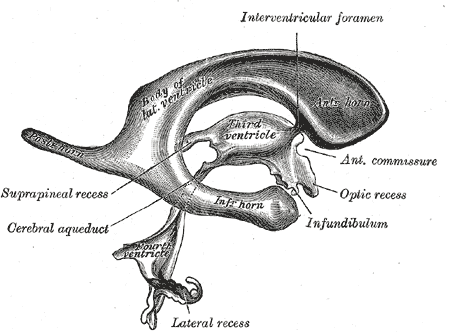
رسم لتجمّع تجاويف البطينية، كما تبدو من الجانب.